# Dan Sjögren
Dan Holger Sjögren, född 20 mars 1934 i Göteborg, död 20 september 2010 i Alafors, var en svensk skådespelare.

## Biografi
Dan Sjögren studerade vid Pickwickklubbens teaterskola 1950. Tillsammans med några andra ungdomar (bl.a. Birgitta Andersson och Ann-Marie Gyllenspetz) startade han Atelierteatern i Göteborg 1951. År 1953 blev han antagen vid elevskolan tillsammans med bland annat Sven Wollter och 1955 debuterade han på Göteborgs Stadsteater. Åren 1961–1964 var han engagerad vid Norrköping-Linköping stadsteater men återvände sedan till Göteborg.
Sjögren medverkade i en mängd olika uppsättningar på Göteborgs Stadsteater bl.a. Comeback, Vredens druvor, Jeppe på berget och Stormen.
Han var flitigt förekommande på film och TV bl.a. Polisen och domarmordet, Sjätte dagen, Hammarkullen, Hem till byn, julkalendern Håll huvet kallt, Sjön och En på miljonen. Många minns honom som den alkoholiserade fjärdingsmannen i Hedebyborna 1978–1982. En annan originell rollkaraktär gjorde han i kortfilmen En rikedom bortom allt förstånd där han spelar en hemmansägare som vill bli levande begravd med sin hustru.
Dan Sjögren är begravd på Västra kyrkogården i Göteborg.

## Filmografi
- 1970 – Grisjakten
- 1972 – Ett nytt liv (TV-serie)
- 1974 – Galenpannan
- 1975 – Gyllene år (TV-serie)
- 1976 – Hem till byn (TV-serie)
- 1978–1982 – Hedebyborna (TV-serie)
- 1979 – Skeppsredaren (TV-serie)
- 1980 – Styv kuling (TV-serie)
- 1981 – Stjärnhuset (TV-serie)
- 1982 – Flygande service (TV-serie)
- 1982 – Vi ses på Bråddvaj (TV-serie)
- 1984–1988 – Träpatronerna (TV-serie)
- 1984 – Kaos är granne med Gud
- 1984 – Polisen som vägrade ge upp (TV-serie)
- 1984 – Martin Frosts imperium
- 1985 – Rid i natt! (TV-serie)
- 1986 – Gösta Berlings saga (TV-serie)
- 1989 – Sparvöga (TV-serie)
- 1990 – Bulan
- 1990 – Spänn mig för karlavagnen
- 1991 – Svidande affärer
- 1993 – Polisen och domarmordet (TV-serie)
- 1994 – Håll huvet kallt (TV-serie)
- 1995 – En på miljonen
- 1996 – Juloratoriet
- 1997 – Hammarkullen (TV-serie)
- 1998 – Rena rama Rolf (TV-serie)
- 1998 – Hela härligheten
- 1999 – Sjön
- 1999 – Offerlamm
- 1999 – Min gud varför har du övergivit mig!!??
- 2000 – En rikedom bortom allt förstånd
- 2000 – Sjätte dagen (TV-serie)
- 2001 – En ängels tålamod (TV-serie)
- 2001 – Motsols
- 2003 – Solbacken: Avd. E (TV-serie)
- 2003 – De drabbade (TV-serie)
- 2004 – Dit änglar vägra gå
- 2004 – Die Rache des Tanzlehrers
- 2004 – Danslärarens återkomst (TV-serie)
- 2007 – Sanningen om Marika (TV-serie)
- 2007 – Var ska jag ligga sen?
- 2009 – Rosenhill

## Teater

### Roller (ej komplett)
| År   | Roll              | Produktion                                                         | Regi                 | Teater                           |
| ---- | ----------------- | ------------------------------------------------------------------ | -------------------- | -------------------------------- |
| 1951 | George            | Sex i elden Francis Swann                                          | Josef Kornfeld       | Atelierteatern                   |
| 1952 |                   | Mannen (The Man) Mel Dinelli                                       | Lars Barringer       | Atelierteatern                   |
| 1952 | Bernard Gassin    | Lyckliga dagar Claude-André Puget                                  | Josef Kornfeld       | Atelierteatern                   |
| 1952 | Albert            | Albert och Julia, eller Kärleken efter döden Erik Johan Stagnelius | Ove Tjernberg        | Atelierteatern                   |
| 1952 | Finn              | Jag älskar Hans Peterson                                           | Lars Barringer       | Atelierteatern                   |
| 1953 | Mikael            | Syskon H.C. Branner                                                | Hans Råstam          | Atelierteatern                   |
| 1953 | Kungen            | Escorial Michel de Ghelderode                                      | Lars Barringer       | Atelierteatern                   |
| 1956 |                   | Petrus Kuräll Olle Mattson                                         | Keve Hjelm           | Göteborgs stadsteater            |
| 1959 |                   | Major Barbara George Bernard Shaw                                  | Keve Hjelm           | Göteborgs stadsteater            |
| 1959 |                   | Gisslan Brendan Behan                                              | Staffan Aspelin      | Göteborgs stadsteater            |
| 1959 |                   | Besök av gammal dam Friedrich Dürrenmatt                           | Johan Falck          | Göteborgs stadsteater            |
| 1961 | Kimura            | Kataki Shimon Wincelberg                                           | John Zacharias       | Norrköping-Linköping stadsteater |
| 1961 | Zepo              | Picknick på slagfältet Fernando Arrabal                            | Sture Ericson        | Norrköping-Linköping stadsteater |
| 1961 | Paul              | Se ditt rätta jag Michael Shurtleff                                | Lars Barringer       | Norrköping-Linköping stadsteater |
| 1962 | Joe Murnaghan     | Hederligt folk Paul Vincent Carroll                                | Bertil Norström      | Norrköping-Linköping stadsteater |
| 1962 | Andri             | Andorra Max Frisch                                                 | Lars Barringer       | Norrköping-Linköping stadsteater |
| 1962 |                   | Advokaten Patelin David Augustin de Brueys och Jean de Palaprat    | Lars Gerhard Norberg | Norrköping-Linköping stadsteater |
| 1963 | Hamlet            | Hamlet William Shakespeare                                         | Lars Barringer       | Norrköping-Linköping stadsteater |
| 1963 | Karantänmästaren  | Ett drömspel August Strindberg                                     | Olof Molander        | Norrköping-Linköping stadsteater |
| 1964 | Saint-Gobain      | Blå tulpaner Françoise Sagan                                       | John Zacharias       | Norrköping-Linköping stadsteater |
| 1964 | Piquoiseau        | Marius Marcel Pagnol                                               | Bertil Norström      | Norrköping-Linköping stadsteater |
| 1976 | August Strindberg | Tribadernas natt Per Olov Enquist                                  | Carin Mannheimer     | Göteborgs stadsteater            |

### Fotnoter
1. 1 2 3  ”Dan Sjögren”. Svensk Filmdatabas. http://sfi.se/sv/svensk-filmdatabas/Item/?type=PERSON&itemid=68835&iv=BIOGRAPHY. Läst 3 augusti 2012.
2. ↑  ”Vredens druvor”. Statens musikverk. http://calmview.musikverk.se/CalmView/Record.aspx?src=CalmView.Performance&id=PERF13238&pos=1. Läst 23 januari 2018.
3. ↑  ”Jeppe på berget”. Statens musikverk. http://calmview.musikverk.se/CalmView/Record.aspx?src=CalmView.Performance&id=PERF20129&pos=8. Läst 23 januari 2018.
4. ↑  ”Stormen”. Statens musikverk. http://calmview.musikverk.se/CalmView/Record.aspx?src=CalmView.Performance&id=PERF18773&pos=7. Läst 23 januari 2018.
5. ↑  ”Sjögren, Dan Holger”. svenskagravar.se. http://www.svenskagravar.se/gravsatt/66685552. Läst 23 januari 2018.
6. ↑  ”Sex i elden, 1951 :: föreställning”. Carlotta. http://samlingar.goteborgsstadsmuseum.se/carlotta/web/object/1022297. Läst 18 juli 2019.
7. ↑  ”Teater Musik Film: Thrillerpremiär i Göteborg”. Dagens Nyheter:  s. 8. 15 november 1952. https://arkivet.dn.se/tidning/1952-11-15/312/8. Läst 29 januari 2022.
8. ↑  ”Lyckliga dagar, 1952 :: föreställning”. Carlotta. http://samlingar.goteborgsstadsmuseum.se/carlotta/web/object/1022298. Läst 18 juli 2019.
9. ↑  ”Kärleken efter döden eller Albert och Julia, 1952 :: föreställning”. Carlotta. http://samlingar.goteborgsstadsmuseum.se/carlotta/web/object/1022299. Läst 18 juli 2019.
10. ↑  ”Jag älskar, 1952 :: föreställning”. Carlotta. http://samlingar.goteborgsstadsmuseum.se/carlotta/web/object/1022300. Läst 18 juli 2019.
11. ↑  ”Syskon, 1953 :: föreställning”. Carlotta. http://samlingar.goteborgsstadsmuseum.se/carlotta/web/object/1022306. Läst 18 juli 2019.
12. ↑  ”En skugga, 1953 :: föreställning”. Carlotta. http://samlingar.goteborgsstadsmuseum.se/carlotta/web/object/1022307. Läst 18 juli 2019.
13. ↑  S. B-l (7 april 1956). ”Svensk urpremiär: 'Petrus Kuräll' av Olle Mattson”. Dagens Nyheter:  s. 12. https://arkivet.dn.se/tidning/1956-04-07/94/12. Läst 27 december 2021.
14. ↑  ”Tidningsnotis”. Dagens Nyheter:  s. 20. 1 februari 1959. https://arkivet.dn.se/tidning/1959-02-01/30/20. Läst 26 september 2020.
15. ↑  ”Scenförändringar: Jubileum i Göteborg”. Dagens Nyheter:  s. 15. 21 augusti 1959. https://arkivet.dn.se/tidning/1959-08-21/225/15. Läst 26 september 2020.
16. ↑  ”Scenförändringar: Dürrenmatt och Delaney”. Dagens Nyheter:  s. 16. 30 september 1959. https://arkivet.dn.se/tidning/1959-09-30/265/16. Läst 26 september 2020.
17. ↑  Lars-Olof Franzén (25 april 1976). ”'Tribaderna' i Göteborg: Mindre vitalt men allvarligare”. Dagens Nyheter:  s. 20. https://arkivet.dn.se/tidning/1976-04-25/112/20. Läst 27 april 2020.